# Bradoriidae
De Bradoriidae zijn een familie van uitgestorven kreeftachtigen uit de klasse van de Ostracoda (mosselkreeftjes).

## Geslachten
- Bradoria Mathew 1899 †
- Walcottella Ulrich & Bassler 1931 †